# Zonnediertjes

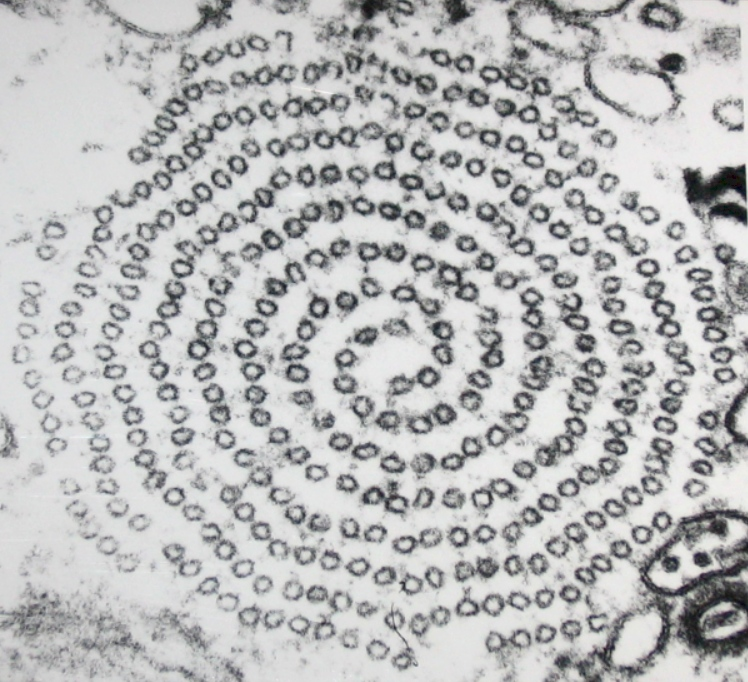
Doorsnede van een axopodium (65.000x vergroot)

Zonnediertjes (Heliozoa) zijn een groep protisten met een amoeboïde lichaam met straalvormige uitstulpingen (naaldvormige pseudopodiën of axopodia) waaraan de naam te danken is. Het zijn kleine eencelligen met een bolvormig en doorzichtig lichaam. Ondanks hun naam zijn het geen echte dieren.
De stekelachtige naaldjes zijn uitstulpingen van het celplasma door kleine openingen in het exoskelet. Ze dienen voornamelijk om voedsel mee te vangen maar ook voor de voortbeweging
of zich ergens aan te hechten. Zonnediertjes zijn vooral in zoetwater te vinden, ook in sloten zijn verschillende soorten aan te treffen. Sommige soorten zijn met enkele millimeters lengte al met het blote ook te zien, andere zijn veel kleiner en alleen onder een microscoop waar te nemen.  
De verschillen tussen de diverse soorten zonnediertjes zijn onder andere de regelmaat, lengte en dichtheid van de axopodia, de grootte van het lichaam en de groottes en vormen van de vacuola. Veel zonnediertjes hebben een andere indeling gekregen en worden tegenwoordig tot andere groepen gerekend.